# Ira Lalaro
Der Ira Lalaro (auch Lagoa Ira Lalaro, Iralalara, Iralalaru oder Suro-bec) in der Gemeinde Lautém ist der größte See im Staat Osttimor und der Insel Timor. Er liegt auf einer Meereshöhe von 318 m auf dem Fuiloro-Plateau, der größten Hochebene Osttimors, das einen Polje bildet.

## Geographie

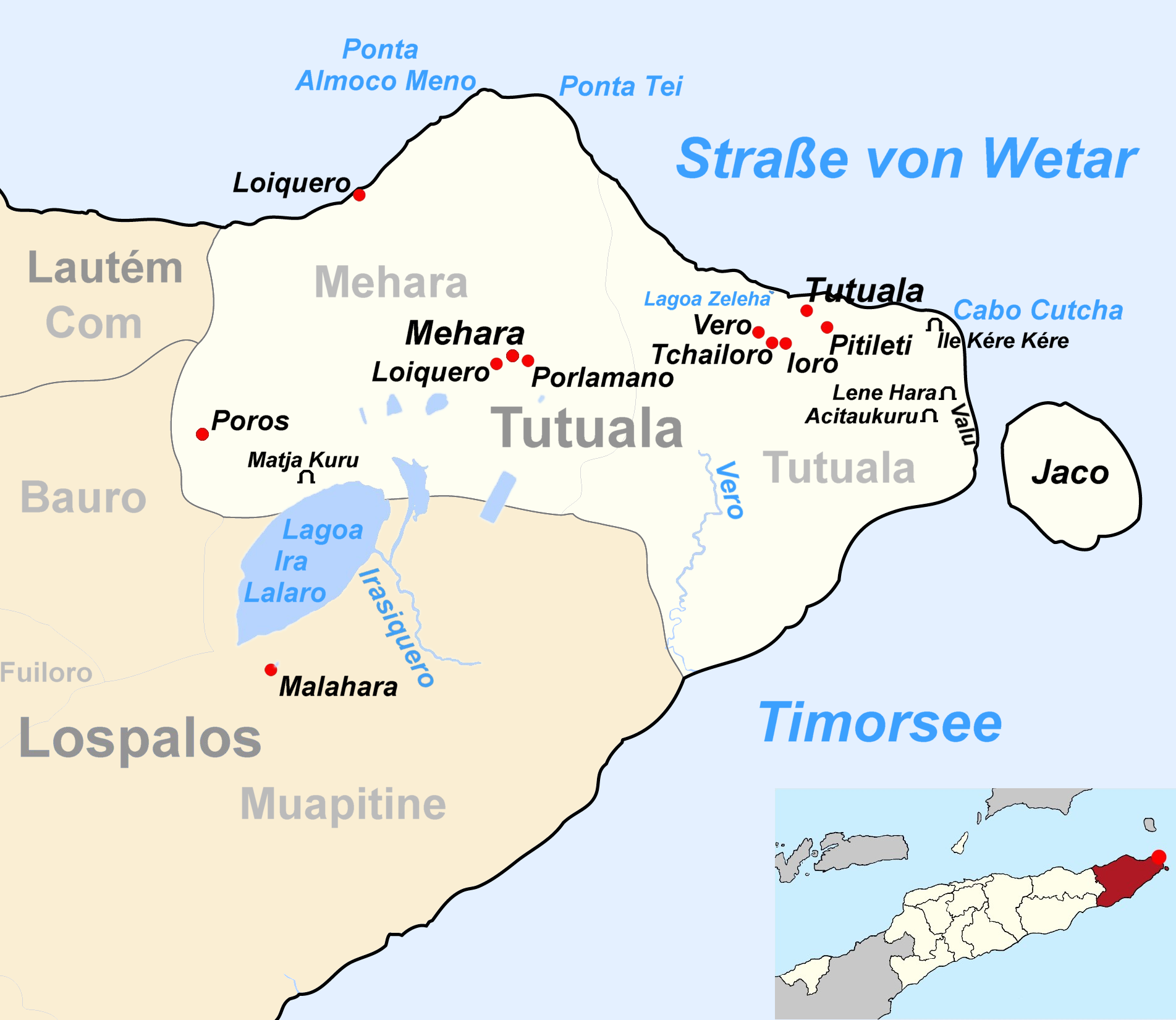
Das Verwaltungsamt Tutuala mit dem Ira Lalaro im Südwesten

Das Zentrum des Ira Lalaros befindet sich in den Sucos Mehara und Muapitine. Seine Größe schwankt stark im Laufe des Jahres. In der Trockenzeit (Mai bis Oktober) schrumpft er auf bis zu 10 km² zusammen, während er in der Regenzeit eine Ausdehnung von bis zu 55 km² erreicht und sich bis in die benachbarten Sucos Bauro und Muapitine erstreckt. Sein Einzugsgebiet hat eine Fläche von 406 km². An seinen Ufern liegen Sümpfe.
In Agua Nova (Irakusalu/Iramiri, 8° 27′ S, 127° 10′ O), am Ostufer, wird das Land regelmäßig überflutet. Im Februar steht das Wasser bis zu einem halben Meter hoch. Hier wachsen Wälder aus Nauclea orientalis und auch Morinda. Weiter nördlich, Richtung dem Ort Mehara, liegt der Motosumpf (8° 25′ S, 127° 9′ O). In diesem Überflutungsgebiet steht das Wasser des Sees im Februar bis zu einem Meter hoch in den Nauclea orientalis-Wäldern. Südlich von Agua Nova liegt Maupiti (8° 28′ S, 127° 10′ O). Die Landschaft hier ist ähnlich, allerdings sind die Wälder karger.
Aus dem Ira Lalaro fließt der Irasiquero (Irasiquiru) in Richtung Süden ab, bis er vor der Bergkette des Paitchau im Mainina-Loch verschwindet. Dieser Ponor ist eine heilige Stätte der lokalen Bevölkerung. In der umliegenden Karstlandschaft finden sich Höhlen, Poljen und Dolinen.
Die nächstgelegene Siedlung, nah dem Südufer des Sees, ist Malahara; im Nordosten liegt der Ort Poros.
Im Februar wurden Wassertemperaturen zwischen 26,4 °C und 32,2 °C im See gemessen.

## Fauna
| Trigger-Arten in der Important Bird Area Paitchau und Ira Lalaro | Trigger-Arten in der Important Bird Area Paitchau und Ira Lalaro |
| Vogelart                                                         | Information                                                      |
| ---------------------------------------------------------------- | ---------------------------------------------------------------- |
| Große Kuckuckstaube (Macropygia magna)                           | nicht gefährdet                                                  |
| Timortaube (Turacoena modesta)                                   | potenziell gefährdet                                             |
| Grüne Timortaube (Treron psittaceus)                             | stark gefährdet                                                  |
| Sundafruchttaube (Ducula rosacea)                                | potenziell gefährdet                                             |
| Gelbwangenkakadu (Cacatua sulphurea)                             | vom Aussterben bedroht                                           |
| Timorsittich (Aprosmictus jonquillaceus)                         | potenziell gefährdet                                             |
| Timorliest (Todiramphus australasia)                             | potenziell gefährdet                                             |
| Temminckhonigfresser (Meliphaga reticulata)                      | nicht gefährdet                                                  |
| Timorlederkopf (Philemon inornatus)                              | nicht gefährdet                                                  |
| Timorhonigfresser (Lichmera flavicans)                           | nicht gefährdet                                                  |
| Dreifarben-Honigfresser (Myzomela vulnerata)                     | nicht gefährdet                                                  |
| Timorgerygone (Gerygone inornata)                                | nicht gefährdet                                                  |
| Orpheusdickkopf (Pachycephala orpheus)                           | nicht gefährdet                                                  |
| Feigenpirol (Sphecotheres viridis)                               | nicht gefährdet                                                  |
| Sundapirol (Oriolus melanotis)                                   | nicht gefährdet                                                  |
| Timorstutzschwanz (Urosphena subulata)                           | nicht gefährdet                                                  |
| Timorlaubsänger (Phylloscopus presbytes)                         | nicht gefährdet                                                  |
| Fleckenbrust-Brillenvogel (Heleia muelleri)                      | potenziell gefährdet                                             |
| Timordrossel (Zoothera peronii)                                  | potenziell gefährdet                                             |
| Timorschmätzer (Saxicola gutturalis)                             | potenziell gefährdet                                             |
| Brustband-Grundschnäpper (Ficedula timorensis)                   | potenziell gefährdet                                             |
| Hyazinthenblauschnäpper (Cyornis hyacinthinus)                   | nicht gefährdet                                                  |
| Macklot-Mistelfresser (Dicaeum maugei)                           | nicht gefährdet                                                  |
| Sonnennektarvogel (Cinnyris solaris)                             | nicht gefährdet                                                  |
| Blaugrüne Papageiamadine (Erythrura tricolor)                    | nicht gefährdet                                                  |

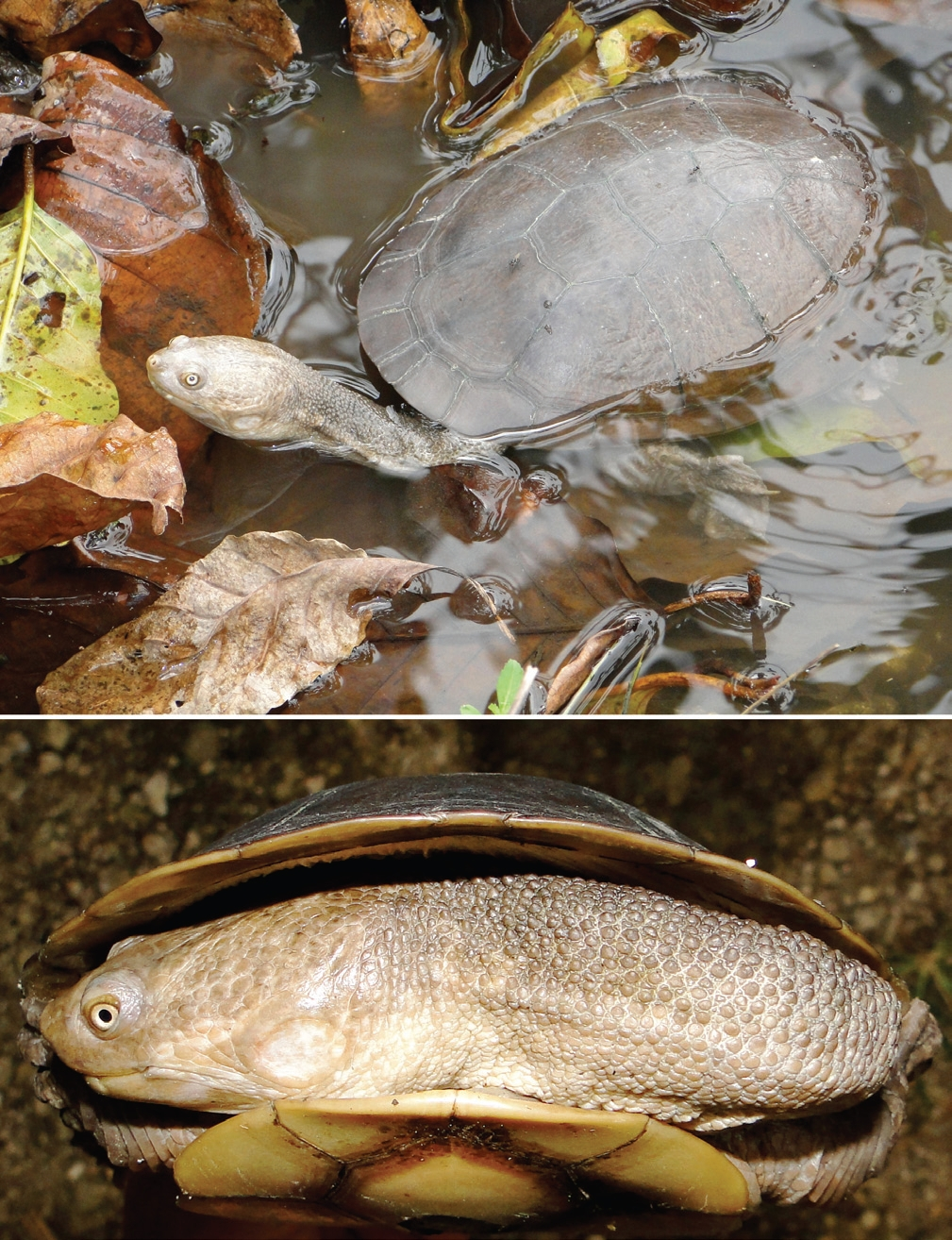
Timorschildkröte

2007 wurde hier erstmals die Timorschildkröte, eine Unterart der McCords Schlangenhalsschildkröte (Chelodina mccordi) beschrieben, die bisher nur von der Insel Roti bekannt war. Im See leben etwa dreihundert Leistenkrokodile, isoliert vom Meer und damit von anderen Populationen, die von der Bevölkerung nicht gejagt werden, weil sie aufgrund des Schöpfungsmythos Timors als heilig gelten. Mit zunehmenden menschlichen Aktivitäten am und im See kommt es immer öfter zu Krokodilangriffen. Außerdem finden sich hier verschiedene weitere Reptilien wie zum Beispiel die Insel-Bambusotter (Trimeresurus insularis). Im See leben insgesamt 21 verschiedene Fischarten. Auffällig ist die große Vielfalt von Wirbellosen. 57 Familien wurden im Ira Lalaro und Irasiquero gezählt. Während man im Fluss Flohkrebse und Asseln findet, fehlen in beiden Gewässern Zehnfußkrebse. Der Grund könnte in der fehlenden offenen Verbindung zum Meer liegen.
Der Ira Lalaro gehört, zusammen mit der südlich gelegenen Bergkette des Paitchaus, zu einer Important Bird Area und ist Teil des Nationalparks Nino Konis Santana. Hier finden sich gefährdete Arten wie der Gelbwangenkakadu (Cacatua sulphurea), die Grüne Timortaube (Treron psittaceus) oder die Schieferrücken-Fruchttaube (Ducula cineracea). Über 50 Wasservogelarten identifizierte man auf dem See, was ihn zum wichtigsten Süßwasserhabitat der gesamten Kleinen Sundainseln macht. Eine Forschungsgruppe zählte 16 verschiedene Fledermausarten in der Region, elf davon gelten als Höhlenbewohner. Die häufigsten waren der Geoffroys Flughund (Rousettus amplexicaudatus) und die Canuts Hufeisennase (Rhinolophus canuti).

## Sonstiges

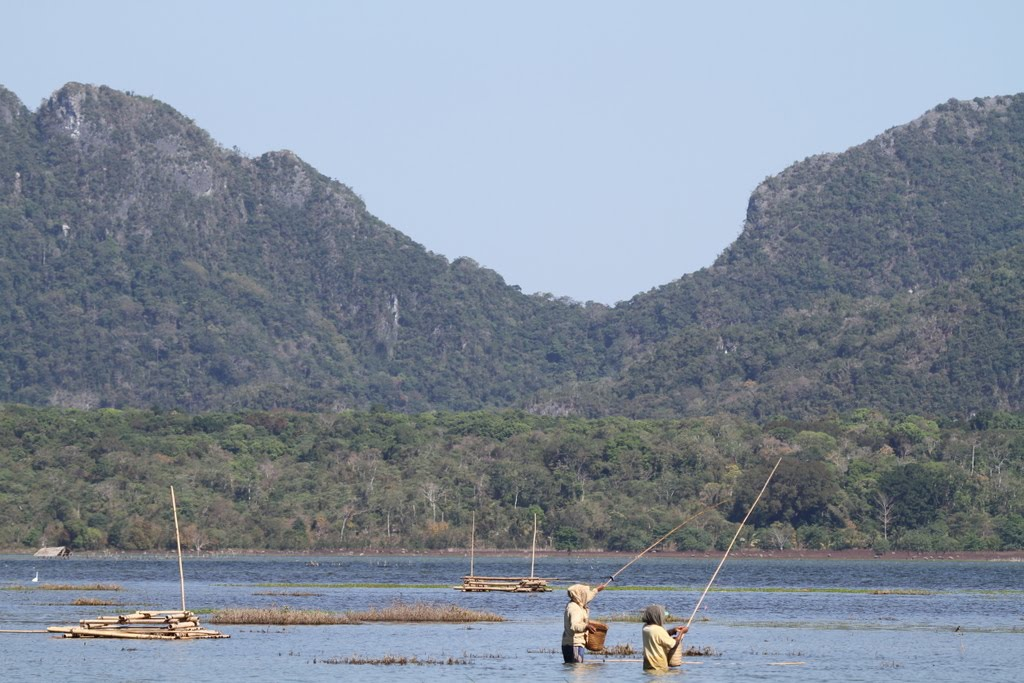
Fischer im Ira Lalaro

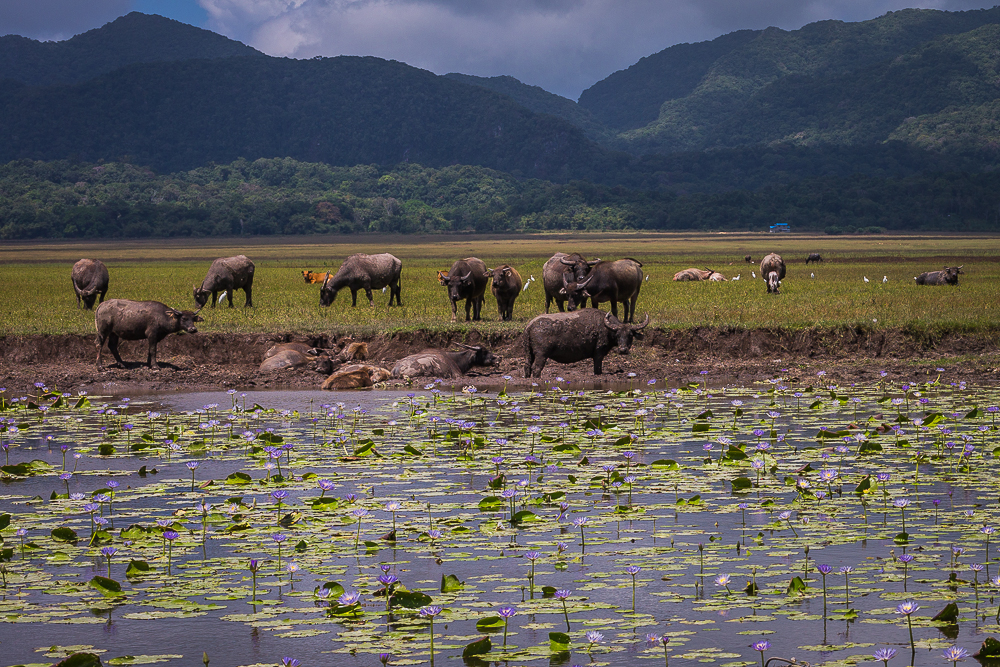
Wasserbüffel

Es gibt einen traditionellen Eigentümer des Sees. Derzeitiger (2014) Inhaber dieses vererbten Titels ist Vicente Araújo.
Traditionell ist es in der Region verboten Dinge, die mit dem Meer in Berührung kamen, in Süßwassergewässer zu bringen. Das Tabu gilt zum Beispiel auch für Boote und Netze.
Ein kurz nach der Unabhängigkeit geplantes Wasserkraftwerk, bei dem ein 4558 m langer Tunnel das Wasser des Ira Lalaro unterhalb des Paitchau-Massivs 318 Meter abwärts in die Timorsee ableiten sollte, wurde nach jahrelanger Planung nicht umgesetzt.